# Fulgurofusus tomicici
Fulgurofusus tomicici is een slakkensoort uit de familie van de Turbinellidae. De wetenschappelijke naam van de soort is voor het eerst geldig gepubliceerd in 1982 door McLean & Andrade.